# Лептуробоска зелена

Корівка зелена (лат. Lepturobosca virens, Linnaeus, 1758 = Leptura virens Linnaeus, 1758 = Leptura viridis Voet, 1804 = Leptura kenteiensis Pic, 1900) — вид жуків з родини Скрипунових.

## Поширення
L. virens – вид бореально-альпійської групи, який належить до європейсько-сибірського зоогеографічного комплексу. У Європі ареал охоплює гірські системи Альп та Карпат, а також Фіно-Скандинавію. L. virens поширена також в Росії та на Кавказі. Для Карпат вид є звичайним, а на північно-східному макросхилі – масовий. Поширений у, майже, виключно гірських районах, достовірних даних про розповсюдження в передгір’ях немає.

## Екологія
Виліт імаго було зафіксовано в другій декаді червня і літ триває до кінця серпня, з максимумом на третій декаді липня, коли і є домінантом у фауні вусачів. Домінуюче положення L. virens спостерігається і на початку серпня. Відвідує квіти. Основною кормовою рослиною є гадючник в’язолистий, а також борщівники та ін. Личинка розвивається в мертвій деревині смереки, можливо, і ялиці. L. virens приурочений до смереково-ялицевих гірських лісів. 

## Морфологія

### Імаго
L. virens належить до вусачів середнього розміру. Довжина тіла сягає 14-22 мм. Фонове забарвлення – чорне. Жук цілком вкритий густими зеленими, часто сірими, волосками, які приховують скульптуру тіла. Вусики при основі кожного членика з широким світлим кільцем так, що вони видаються посмугованими.

## Життєвий цикл
Личинка розвивається від 2-х до 4-х років.